# Fritz Zaun (Politiker)
Fritz Zaun (* 17. Dezember 1946 in Wien; † 9. Juli 2025 in Mödling) war ein österreichischer Politiker (GRÜNE) und Graphiker. Er war 1990 kurzzeitig Abgeordneter zum österreichischen Nationalrat.
Zaun besuchte nach der Pflichtschule eine Berufsschule und erlernte den Beruf des Einzelhandelskaufmanns. Er absolvierte zudem die Fachschule für Wirtschaftswerbung und war beruflich als freiberuflicher Graphiker tätig. Seine lokalpolitische Karriere startete Zaun 1980 als Gemeinderat von Baden, dem er als Mitglied der Alternativen Liste Baden bis 1985 angehörte. Danach war er von 1990 bis 1995 Gemeinderat für „Die Grünen“ und vertrat die Partei nach dem Rücktritt eines Abgeordneten vom 2. Jänner 1990 bis zum 4. November 1990 im Nationalrat. 
Zaun war Mitglied im Vorstand der Grünen Baden und geschäftsführender Obmann der Grünen Bildungswerkstatt Niederösterreich. 